# 鬼門妖異譚
『鬼門妖異譚』（きもんよういたん）は2000年3月17日にちぇりーそふとより発売された18禁シミュレーションロールプレイングゲームである。

## 概要
ちぇりーそふと第1作目の18禁S・RPG。「鬼畜or純愛」がテーマで、主人公は前世のことを思い出し人間として生きるか、前世と同じ生き方をするかの選択を迫られる。
2003年11月21日には同社発売の『DOUBLE 〜ダブル〜』と同梱された「鬼門妖異譚+DOUBLE」も発売されており、双方に外伝的ストーリーとなる2つの追加シナリオがある。また、小説化もされている。

## ストーリー
千年前、鬼の一族「鬼門」と人間達の間で壮絶な戦いが行われ人間側が鬼達を封印して勝利した。現在、怪奇的な連続殺人が発生する街に転校してきたどこにでもいるような学生の佐藤純は、もう1人の転校生の皆本ひかるから因縁をつけられる。とりあえず事なきを得たものの下校中に人に襲われるが、なぜか友人らと謎の技を使い人を倒した。そこへひかるらが現れ先ほど倒した人についてや自分達が繰り出した技のことについて知らされる。千年のときを超え今、鬼達との戦いが再び動き出す。

## 登場キャラクター

### 人間側
佐藤 純（さとう じゅん）
声 - 無し
主人公。ひよこ学園に転校してきたどこにでもいるような学生だったが、ある日人に襲われるが何故か友人らと謎の技を使い人を倒す。そのときから鬼門と戦うことになる。両親と妹の鈴花との4人家族。前世では鬼達の長、酒呑童子。
皆本 ひかる（みなもと ひかる）
代々鬼退治を行ってきた皆本家の現当主で、純のクラスに転校してきた女子高生。幼い頃から鬼退治の術を教え込まれており、そのためか世間離れした常識や感覚を持っている。鬼が現れると鬼退治以外のことは考えられなくなる。目元が常に鋭く長髪で無口。鬼退治においては刀を使い、その強さは他にひけを取らないほど。平安時代中期の武将、源頼光の子孫であり姓にそれが現れている。
渡部 鋼（わたなべ こう）
ひかるの忠実な付き人。高校生で自らも幼い頃から鬼退治の術を教え込まれており、鬼退治を行う。ひかる以上の無口無表情であり鬼が何であれ躊躇い無しに退治する。高校生だが各地を鬼退治のために周ったこともある。頼光四天王の1人でその筆頭の渡辺綱の子孫かつ生まれ変わり。
佐方 希実子（さかた きみこ）
純のクラスメイト。射撃が趣味というが女子高生でありながら銃を武器に鬼退治をすることになる。ボーイッシュでさっぱりした性格で一人称はボク。頼光四天王の1人である坂田金時の生まれ変わりだが、他の頼光四天王の生まれ変わりとは違い、坂田金時の子孫かは不明。
卜部 炎（うらべ えん）
純のクラスメイト。性格は熱血漢だが単純でもある。頼光四天王の1人である卜部季武の子孫かつ生まれ変わり。
碓井 由里（うすい ゆり）
皆本家とは別の鬼退治を行ってきた碓井家の次女。自らは鬼退治自体というより鬼退治する者のサポートする役回りで戦闘技より治癒技が得意。そのため、戦闘技にも優れている姉に対し劣等感を持っている。頼光四天王の1人である碓井貞光の子孫かつ生まれ変わり。
ジェレミー・大崎（Jeremy Ohsaki）
鬼退治をする純達の参謀の日系イギリス人。推理や洞察力に長けており日本語は不自然さが目立つが喋れる。源頼光などとは関係が無い模様。母国イギリスにはエイミーという恋人がいる。

### 鬼門側
大江山 摩耶（おおえやま まや）
声 - 桜坂かい
前世では酒呑童子（純）の妹で、今でいうブラザーコンプレックスのように慕っていた。酒呑童子と恋人の間に子供が産まれれば可愛がるとのことだったが現世でも兄がおり、兄の子供が欲しいというほど前世同様にブラザーコンプレックス。また、純については「この世で一番愛してる」と公言しおり、純とは2人ほど子供が欲しい模様。
安達 しのぶ（あだち しのぶ）
前世では安達ヶ原の鬼女で酒呑童子の恋人。ただし一族皆殺しにされ無理矢理恋人にされているが酒呑童子が憎いというわけでないようだが、良くも思っていない模様。
伊原木 瞳子（いばらき とうこ）
声 - 茉莉奈
前世は茨木童子。伝説では渡辺綱に片腕を切り落とされているが、本作では卜部季武によるものとされている。
菅江 真澄（すがえ ますみ）
前世は蝦夷の悪路王。悪事を働き、酒呑童子に殺されかけるが惚れて改心。以後、酒呑童子とは親友になりよく酒を飲みに行く仲間になる。辛党であり日本酒好き。洋酒は飲めず、甘いものが嫌い。
折口 学（おりぐち まなぶ）
千年前、鬼門達が破れた際の生き残り。鬼門を復活させるための術の研究をしている鬼門側の参謀。酒は全く駄目で酔うとよく喋る。
姫山 辰夫（ひめやま たつお）
ひよこ学園近くにあるたまご学園の学生の鬼。見た目は一見すると小学校低学年辺りだが、実年齢は純とさほど変わらない。このような姿なのは単なる趣味。料理が得意で人によく振舞っている。戦闘では状態変化魔法を使う。

## スタッフ
- シナリオ - ちゅんく
- 原画 - あきら

## 書籍
- 鬼門妖異譚（2001年3月発売、CaRROT NOVELS、ストーリー:渡会裕三、ワニブックス、ISBN 978-4847033865） - 本作の小説化